# Farkas Tamás (fotóművész)
Farkas Tamás (Marosvásárhely, 1925–2014.), fotóriporter, fotóművész, Aranytollas újságíró, a Magyar Újságírók Országos Szövetsége alapító tagja.

## Élete
Édesapja ügyvéd, édesanyja énekművész, énektanár volt. A marosvásárhelyi Református Kollégiumban érettségizett, majd 1943-ban Budapestre költözött. Heidelberg Klára műtermében tanulta meg a fényképezés alapismereteit. A műterem államosítása után a Fotó Kisipari Termelőszövetkezetben kapott munkát, ám később ezt is beolvasztották a Magyar Fotó Állami Vállalatba, amely viszont utóbb az MTI Fotó része lett. 
Mesterének Várkonyi Lászlót tartotta. Elvégezte a Magyar Újságírók Országos Szövetsége hároméves újságíró akadémiáját is.
1956-ban nyugatra távozott, majd hazatért, de az MTI-be nem mehetett vissza. A Főfoto riportere lett, főként színházi és divatképeket készített. 1964-ben indult Tükör (utóbb: Új Tükör) kulturális hetilaphoz került, 1986-tól a Pesti Műsor munkatársa 1990-es nyugdíjba vonulásáig.
Barcelonában 1953-ban aranyérmet, Kölnben 1956-ban bronzérmet nyert. A IV. Nemzetközi Fényképkiállításon (Budapest, 1961) aranyérmet kapott.  A Nemzetközi Fotóművészeti Szövetség az AFIAP címmel tüntette ki.
Egyéni kiállítása volt a Játékszínben, valamint 2006-ban a Nemzeti Táncszínházban és a Bálint Zsidó Közösségi Házban.
Megkapta a Kiváló Munkáért kitüntető jelvényt (1988) és a MÚOSZ Aranytollát.
A fotóművész gyűjteményét az MTI-nek ajándékozta, és éveken át, amíg egészségi állapota engedte, szinte naponta segített az MTVA Sajtó és Fotóarchívumában feldolgozni a több ezer képet.

## Díjai, elismerései
• 1953 • BIT pályázat, II. díj
• 1954 • FIAP, Barcelona, aranyérem
• 1955 • München, I. díj
• 1960 • AFIAP
• 1988 • Kiváló Munkáért 
• (1988) MÚOSZ Aranytollas újságíró